# エドゥアルド・キスンビン
エドゥアルド・キスンビン（Eduardo Quisumbíng y Argüelles 、フィリピン表記: Eduardo Argüelles Quisumbing、1895年11月11日 - 1986年8月23日）はフィリピンの植物学者である。

## 略歴
フィリピン、ラグナ州のサンタクルスに生まれた。フィリピン大学ロスバニョス校で生物学を学び、1918年にBSA、1921年にMAを取得した。シカゴ大学に留学し、植物分類学、植物形態学を研究し1923年に博士号を得た。1920年から1926年の間はフィリピン大学の農学部（College of Agriculture）に所属し、1926年から1928年までカリフォルニア大学に派遣された。 1928年に植物分類学者に任命され、1934年2月からマニラの科学局の博物館部（現在のフィリピン国立博物館:National Museum of the Philippines）の部長を務めた。戦争中はサマール島の南端のギアム（Guiuan）のアメリカ海軍に配属され、その地域でコレクションを作った。彼は1961年11月に博物館を退職し、マニラ首都圏、マラボンのアラネタ大学（De La Salle Araneta University）で働いた。戦争中に破壊された植物園の修復を行った。
ラン科の植物の分類学研究、形態学研究に貢献し、著書には『フィリピンの薬用植物』（Medicinal plants in the Philippines:Manila 1951)などがある。アメリカ蘭協会（American Orchid Society）やマレーシア蘭協会（Malaysian Orchid Society）から賞を受賞し、PhilAAS（Philippine Association for the Advancement of Science、フィリピン科学振興協会）の最高功労賞（Most Outstanding Award）を1975年に受賞した。
ラン科の植物の種、Parapteroceras quisumbingii（Saccolabium quisumbingii）に献名されている。